# Jakov Pravedni
Jakov Pravedni, poznat i kao Jakov, brat Isusov/Gospodinov (hebrejski יעקב, Ya'akov; grčki Ἰάκωβος, Iákōbos), bio je vođa Jeruzalemske crkve te je slavljen kao svetac i mučenik u katoličanstvu i pravoslavlju. Prema katoličkoj tradiciji, često ga se smatra jednakim Jakovu Alfejevom, ali ga se razlikuje od Jakova Zebedejevog.

## Srodstvo s Isusom
U kršćanstvu postoje različita tumačenja prirode veze između Isusa i Jakova, koji je nazvan Isusovim bratom. Isusova braća spomenuta su u Evanđelju po Mateju i Evanđelju po Marku te je Jakovljevo ime uvijek prvo na popisu, što bi moglo značiti da je on bio najstariji. Židovski povjesničar Josip Flavije spominje Jakova kao „brata Isusa zvanog Krist”. U katoličanstvu se vjeruje da je Isusova majka Marija ostala djevica doživotno te se Jakova smatra Isusovim bratićem, no u Novome zavjetu, za koji John Meier smatra da nikada ne koristi riječ 'brat' (grč. adelphoi) za rođake, Jakova se opisuje upravo kao »brata Isusova«, što po Meieru može značiti i 'polubrat'. Euzebije Cezarejski je zapisao da je Jakov bio sin Kleofe, koji je bio brat Marijinog supruga Josipa. Sveti Jeronim je Jakova nazvao sinom druge Marije, Kleofine supruge. Većina protestanata vjeruje da je Jakov bio sin Marije i Josipa te tako Isusov mlađi polubrat po krvnom srodstvu, vjerojatno rođen odmah nakon Isusa. Ipak, postoji i tradicija — Jakovljevo protoevanđelje — prema kojoj je Jakov bio sin Josipa i njegove prve supruge, a to je mišljenje imao i Epifanije Salaminski. Tekst Prvo otkrivenje po Jakovu spominje, pak, da je Jakov bio Isusov „duhovni brat”.

## Smrt
Prema zapisu Flavijevom, Jakov je godine 62. kamenovan do smrti prema naredbi vrhovnog svećenika Anana ben Anana.

## Jakovljeva poslanica
Tradicionalno se smatra da je Jakov Pravedni autor Jakovljeve poslanice (knjiga Novog zavjeta).